# Jacksonboro
Jacksonboro est une census-designated place située dans le comté de Colleton, dans l’État de Caroline du Sud, aux États-Unis. Lors du recensement de 2020, elle comptait 412 habitants.